# We Ride (Banda)
We Ride es una banda de hardcore fundada en Vigo, Galicia (España).

## Historia

### Inicios (2009)
We Ride fue formada en abril de 2009, por la cantante Mimi Telmo y el guitarrista Borja Trigo. Les acompañaban Víctor Rodríguez al bajo y Dani Pereira a la batería. En julio dieron su concierto debut y unos meses después grabaron su primera maqueta llamada «Demo '09», la cual les llevó a dar sus primeros conciertos en Vigo y al rededores. En septiembre Dani abandonaría la banda y lo sustituiría el batería Brais Lomba.
Directions (2010-2012)
En 2010, publicaron su primer larga duración «Directions», que ya sería editado y distribuido por todo el mundo a través de las discográficas Chorus of One Records (Europa/Estados Unidos), Fragment Records (España) y Learn to Trust Records (Asia). El disco se editó tanto en formato CD, como vinilo 12" y casete. Las buenas críticas recibidas les hizo salir de España a presentar el disco en repetidas ocasiones tanto de gira como a varios festivales en Europa del norte.
On The Edge (2012-2015)
Dos años después la banda viajaría los estudios Ultra Sound en Braga, Portugal a grabar su segundo larga duración «On the Edge», el cual salió a la luz en septiembre a través de las discográficas Farewell Records (Europa), Seven Eight Life Recordings (América) y Samstrong Records (Asia).
Este álbum les llevó a girar por todo el mundo tocando en Europa en España, Francia, Bélgica, Holanda, Eslovaquia, Eslovenia, Polonia, Serbia, República Checa, Austria e Italia. En América tocaron en Argentina, Uruguay, Ecuador, Chile, Perú, Panamá, México, Brasil, Colombia, Nicaragua, El Salvador, Costa Rica, Honduras y los Estados Unidos. En Asia concluyeron la presentación del disco tocando en Malasia, Filipinas, Singapur y China.
Empowering Life (2017-presente)
Tras un descanso de 1 año entero en 2016, la revista Alternative Press anuncia el 4 de febrero de 2017 el fichaje de la banda por el sello estadounidese Victory Records, publicando en exclusiva también «Self made» como primer sencillo del nuevo disco «Empowering Life», que saldría a la venta 14 de abril. Con la salida de nuevo disco firman por la agencia M.A.D Tourbooking, conocida por ser la agencia europea de contratación más importante de hardcore, punk y metal, a la que pertenecen bandas legendarias como Hatebreed, Agnostic Front, D.R.I o Napalm Death. En apenas dos semanas presentan el disco nuevamente por toda Europa y durante el verano tocan en los mejores festivales europeos del rock como Resurrection Fest y el Download Festival, compartiendo cartel con bandas como Linkin Park, Rancid, System Of A Down o Rammstein.

## Estilo
A lo largo de los años el We Ride ha ido evolucionando del sonido hardcore oldschool, a una mezcla de distintos elementos del hardcore, del punk rock y del metalcore, creando un sonido muy propio y difícil de encasillar en un único género. A diferencia de la mayoría de los grupos del género, al micrófono se encuentra una mujer asumiendo el puesto de frontwoman. En la mayoría de sus letras podemos encontrar diferentes temas reivindicativos y políticos, tratando problemas como la corrupción, contaminación, machismo, especismo...

### Ideales
A pesar de que nunca se han definido como tal, la cantante Mimi y más integrantes de la banda son veganos y straight edge.

## Miembros

### Actuales
- Mimi Telmo - voz (2009-presente)
- Borja Trigo - guitarra (2009-presente)
- Brais Lomba - batería (2009-presente)
- Nuno Alvez - guitarra (2012-presente)
- José «Tweety» Capmany - bajo (2017-presente)

### Pasados
- Dani Pereira - batería (2009-2009)
- Víctor Rodríguez - bajo (2009-2013)
- Bastian Rodríguez - bajo (2013-2017)

## Discografía

### Demos
- 2009: Demo '09 (auto-editada)

### Álbumes
- 2010: Directions (Chorus Of One Records, Fragment Records, Learn to Trust Records)
- 2012: On the Edge (Farewell Records, Seven Eight Life Recordings, Samstrong Records)
- 2017: Empowering Life (Victory Records)

### Sencillos
- 2010: Moriré Por Ellos